# Exposição Ibero-Americana de 1929

Mapa dos pavilhões

A Exposição Ibero-Americana de 1929 foi uma feira mundial que aconteceu em Sevilha, Espanha, de 9 de maio de 1929 a 21 de Junho de 1930. A exposição Íbero-Americana foi uma contra-parte da Exposição Internacional de Barcelona de 1929 de Barcelona, sendo que a exposição de Sevilha abrigou os países latino-americanos além de Portugal e Estados Unidos enquanto que a exposição de Barcelona ficou com os países europeus. A exposição foi menor do que a de Barcelona, mas não com menos estilo, já que Sevilha se preparou para a feira durante 19 anos.

## Países participantes
- Portugal
- Estados Unidos
- Brasil
- Uruguai
- México
- Peru (maior pavilhão dos latino-americanos)[1]
- Argentina
- Chile
- Colômbia
- Cuba
- Venezuela
- República Dominicana
- Bolívia
- Panamá
- El Salvador
- Costa Rica
- Equador

Além dos países participantes, também tiveram representações das regiões da Espanha e das províncias da Andaluzia.

## Atrações

### Espanha
- cartas que pertenceram a Cristóvão Colombo
- último testamento de Hernán Cortés
- dioramas detalhados de momentos históricos
- réplica exata da Santa Maria com a tripulação uniformizada

### Estados Unidos
- pavilhão principal acabou se tornando o prédio do Consulado Americano
- vários utensílios domésticos e industriais em exposição (fornalha a óleo, refrigeradores, modelos de aviões e um túnel de vento em miniatura)

### Peru
- exibição agrícola com vicunhas, alpacas, lhamas e guanacos embalsamados, bem como algumas lhamas pastando.

### Colômbia
- esculturas e trabalhos de arte colombianos
- esmeraldas
- demonstração de todos os passos do cultivo de café

### Chile
- réplicas de minas de nitrato e cobre

### Cuba
- demonstração das indústrias de açúcar e tabaco